# مفصل کمری‌خاجی

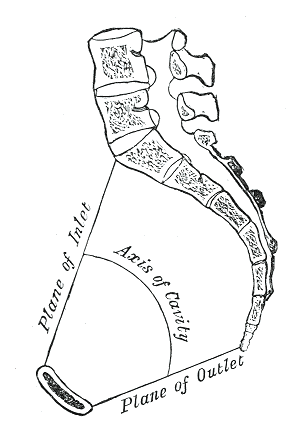
مفصل کمری خاجی

مفصل کمری‌خاجی (انگلیسی: Lumbosacral joint) از مفصل‌های لگن خاصره است. در مفصل کمری‌خاجی، دو مهره ال۵ و اس۱ در سه نقطه مفصلی با همدیگر مفصل می‌شوند.
مفصل بین تنه‌های دو مهره مذکور که با واسطه دیسک بین مهره‌ای ایجاد می‌شود و به نام مفصل بین مهره نیز گفته می‌شود، اصلی‌ترین مفصل بین این دو مهره است. 
ضمناً زواید مفصلی دو مهره در هر طرف در محل رویه مفصلی با همدیگر مفصلی بنام Zygapophysial Joint ایجاد می‌کنند. رویه‌های مفصلی مربوط به مهره اس۱ به سمت عقب و داخل است به طوریکه مانع لغزش مهره ال۵ به سمت جلو می‌شوند.